# كوهي موراكامي
كوهي موراكامي (باليابانية: 村上幸平؛ بالكانا: むらかみ こうへい) هو مؤدي صوت وممثل ياباني، ولد في 1 يونيو 1976 في طوكيو في اليابان.

## وصلات خارجية
- كوهي موراكامي على موقع IMDb (الإنجليزية)
- كوهي موراكامي على موقع ميوزك برينز (الإنجليزية)
- كوهي موراكامي على موقع قاعدة بيانات الفيلم (الإنجليزية)